# UA Music
«UA Music» — український музичний телеканал, що транслює українську попмузику.

## Про канал
29 травня 2018 року розпочав мовлення телеканал «UA Music», що орієнтувався на музику українських виконавців. Однак 30 листопада того ж року канал змінив назву на «4ever Music» і переорієнтувався на класичну та сучасну світову музику.
2020 року стало відомо, що медіагрупа «Vianet» знову запускає телеканал із такою самою назвою «UA Music». 1 січня 2023 року телеканал відновив своє мовлення та розпочав мовлення у кабельних мережах.